# Palmiero Susi
Palmiero Susi (Sulmona, 21 ottobre 1951) è un politico italiano.

## Biografia
Nato a Sulmona nel 1951, conseguì la laurea in medicina e diventò medico chirurgo. Entrato in politica con il Partito Socialista Italiano, diventò consigliere comunale della sua città natale dal 1993 al 1997. Allo scioglimento del PSI nel 1994 passò al Partito Popolare Italiano e alle elezioni provinciali del 1995 venne eletto Presidente della provincia dell'Aquila; aderì quindi a Forza Italia e venne riconfermato anche nella successiva tornata elettorale del 1999, ricoprendo l'incarico fino al 2004. Dal 2004 al 2007 fu nuovamente consigliere comunale a Sulmona e dal 2008 al 2010 fu assessore e vicesindaco della città. Alle elezioni comunali del 2013 si candidò come sindaco di Sulmona a capo di due liste civiche, non riuscendo però a ottenere nemmeno l'elezioni al consiglio comunale.